# 夕張鉄道キハ300形気動車
夕張鉄道キハ300形気動車(ゆうばりてつどうキハ300がたきどうしゃ)は、かつて夕張鉄道で使用されていた気動車である。

## 概要
キハ250形、キハ252形の増備として1958年に製作された半鋼製2軸ボギー液体式気動車である。キハ252形を片運転台式としたもので、地方鉄道としては初の片運転台車であり、客車改造の付随車を中間に連結した3両編成などで急行列車にも使用されたが、旅客輸送合理化に伴い1968年に廃車され、倉敷市交通局に譲渡された。

## 仕様
1953年8月に新潟鉄工所で製造された液体式、全長20m級の両片運転台車。外観キハ252形をそのまま片運転台化したもので、正面は当時流行していた湘南型、側面の窓扉配置は窓扉配置は11(1)D282D(1)3（左が運転台）および3(1)D282D(1)1d（右が運転台）であった。窓は幅700mmのバス窓、扉はプレスドア、塗色は当初は下半分マルーン（正面は金太郎塗り）、上半分クリーム色で、後に下半分を濃赤色に変更した。室内は中央部がシートピッチ800mm（一部950mm）の転換クロスシート、車端部ロングシートの組合せ、全室式の運転台は客室との仕切りが下半分のみの開放式、床は木張りなど基本的な仕様は仕様はキハ252形と同じであったほか、貫通扉側屋根上にラジオ受信用アンテナを装備、室内灯を蛍光灯化、運転台窓にデフロスタ設置、運転台側窓の高さがわずかに小さくなるなどの変更がなされていた。走行装置はエンジンがキハ252形までのDMH17BからDMH17BXとなり出力が160→180PSに増強されたほかはDF115液体変速機、台車は同様の菱枠式で動軸に砂撒き管付き、スノープラウは上下可動式、連結器は並形自動連結器（柴田式座付）とキハ252形と同じであった。
- 暖房装置は当初ウエバスト式暖房機2基に改造、さらにその後1964年には機関予熱器を併用する温水式に改造された。
- 1964年にはそれまで機関の排気が床下排気であったものを反運転台側の妻部に排気管を通して屋根上排気とする改造を行った。この際に車端部のシートが短縮され、窓も埋められ、窓扉配置が11(1)D282D(1)2（右が運転台）となった。
- 反運転台側には片隅式の簡易運転台が設置され、整備して正式の運転台に改造することもできるようになっていた。ほぼ同形態のキハ252、253形の増設運転台とは補助灯の有無など配置が若干異なる。

### 主要諸元
- 最大寸法：全長20100mm、全幅2730mm、全高3695mm
- 自重：29.5t
- 定員：122名（座席70名）（排気管改造後）
- 走行装置
  - 機関：DMH17BX、水冷4サイクル・予燃焼室式ディーゼル機関、直列8気筒/排気量17.3リットル、定格出力180PS/1600rpm
  - 変速機：DF115液体変速機（変速1段直結1段手動変速、湿式多板クラッチ、新潟コンバータ製）
  - 減速比：3.489
- 台車：NH38（国鉄TR29台車と同系の菱枠式1軸駆動台車）

## 歴史
- 1958年8月14日 設計認可
- 1958年8月29日 竣工
- 1961年9月1日 野幌～夕張本町間に急行列車運転開始（野幌バス停留所～札幌大通間バス連絡輸送）
- 1963年10月1日 旅客列車のDC化完了、混合列車廃止（一部臨時列車を除く）
- 1964年12月8日 暖房装置温水式化および排気管移設工事竣工
- 1967年9月30日 急行列車廃止
- 1968年6月 旅客輸送合理化に伴い廃車（倉敷市交通局へ譲渡）

## 運行
- 夕張鉄道では野幌～新夕張間の旅客列車に2～4両編成で使用された。気動車のみの2両編成のほか、客車改造の付随車（客車を改造したナハニフ100形およびナハニフ150形）を牽引したDDT、もしくは中間にはさんだDTD編成を組んだが、さらに両運転台車やキハ200形を増結したDTDDで編成を組んだこともある。運行の概要については夕張鉄道線の運行の項も参照。
- 1961年9月1日には野幌～夕張本町間に急行列車運転開始し、野幌バス停留所～札幌大通間をバス連絡輸送することで札幌市内への乗り入れを行った。キハ251～254形とともに急行列車に使用され間に付随車を連結したDTDの3両もしくは2両編成などで運転された。急行列車はその後1967年まで運行された。

## 廃車・譲渡
- 廃車後倉敷市交通局に譲渡され、1968年10月4日よりキハ301、302として同時に譲渡されたナハニフ153とともにほぼ原形のまま水島本線で使用された[4]。
- キハ302は踏切事故で損傷したため1975年4月に廃車となっている。
- キハ301は1978年まで使用された後、さらに岡山臨港鉄道に譲渡されて1979年6月30日にキハ7003となった[5]後、1984年12月31日の路線廃止に伴い同年12月29日に廃車となった。現在は岡山県岡山市の保育園に保存され、図書室として使用されている。

## 参考資料
- 湯口徹『北線路（上）』（プレス・アイゼンバーン）
- 『鉄道ピクトリアル212号 私鉄車両めぐり 第9分冊』（鉄道図書刊行会）
- 『夕張鉄道11形明細図面集』（モデルワーゲン）
- 『「SL甲組」の肖像（1）』（ネコ・パブリッシング）